# Chrám Zesnutí Bohorodičky (Helsinky)
Chrám Zesnutí Přesvaté Bohorodičky (finsky Jumalansynnyttäjän kuolonuneen nukkumisen katedraali, známý také jako Uspenskin katedraali - Uspenská katedrála, švédsky Uspenskijkatedralen, rusky Успенский собор) je pravoslavná katedrála Finské pravoslavné církve v Helsinkách.

## Dějiny

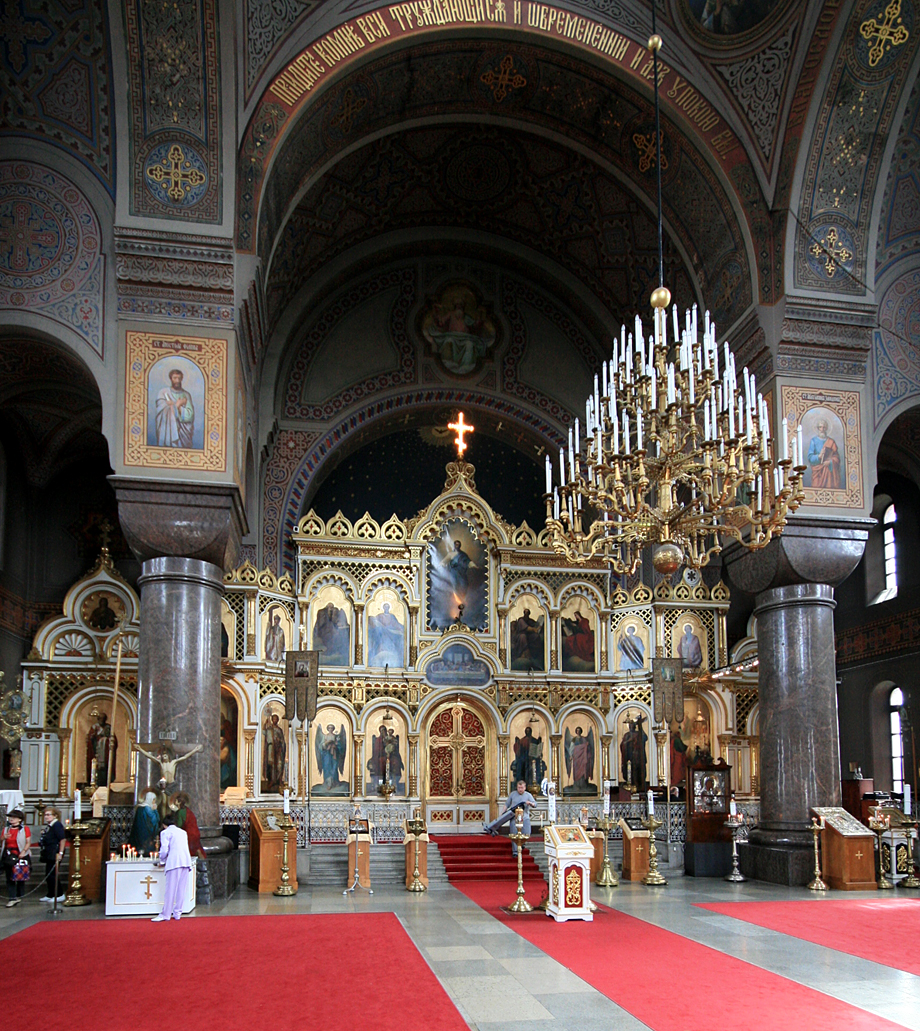
Interiér chrámu

Katedrála se nachází v historickém centru hlavního města Finska ve čtvrti Katajanokka. Finsko se stalo v 19. století součástí Ruského impéria po vítězstvích Rusů nad Švédy. Přesto, že většina Finů a Švédů, kteří žili na území Finska, vyznávala evangelickou (luteránskou) víru (od období reformace v 16. století), část obyvatel se hlásila k pravoslaví. Proto vznikla potřeba postavit důstojný chrám pro narůstající počet pravoslavných křesťanů. Základní kámen nového pravoslavného chrámu byl položen v roce 1862. Stavba trvala téměř 11 let. Samotný chrám byl slavnostně vysvěcen dne 25. října 1868 a stal se tak hlavním chrámem pravoslavných věřících v Helsinkách.

## Architektura
Chrám byl postaven v pseudobyzantském architektonickém stylu, který se podobá mnohým staroruským kamenným chrámům. Je to největší pravoslavný chrám v západní a severní Evropě. Během své existence byl několikrát rekonstruován. Největší rekonstrukce se konala v roce 1968, když si chrám připomínal své sté výročí. V roce 2006 byla pozlacená hlavní kupole chrámu. Katedrála je kromě pravidelných bohoslužeb i místem, které navštěvuje velké množství turistů.